# Darwinara
× Darwinara, (abreviado Dar) en el comercio, es un híbrido intergenérico entre los géneros de orquídeas Ascocentrum × Neofinetia × Rhynchostylis × Vanda. Fue publicado en Orchid Rev. 88, cppo: 8 (1980).